# Sindhi's
Sindhi's (Sindhi: سنڌي (Perzisch-Arabisch), सिन्धी (Devanagari), (Gurmukhi: ਸਿੰਧੀ) zijn een Indo-Arische etnolinguïstische groep die de Sindhi-taal spreekt en afkomstig is uit de Sindh provincie van Pakistan. Na de opsplitsing van Brits-Indië in 1947 migreerden de meeste Sindhi-hindoes en Sindhi-sikhs naar de nieuw gevormde Dominion van India en andere delen van de wereld. Tegenwoordig wonen etnische Sindhi's zowel in India als in Pakistan. Indiase Sindhi's zijn overwegend hindoes, terwijl Pakistaanse Sindhi's overwegend moslim zijn.
De sindhi-moslimcultuur wordt sterk beïnvloed door soefi leer. Enkele van de populaire culturele iconen zijn Shah Abdul Latif Bhitai, Lal Shahbaz Qalandar, Jhulelal, Sachal Sarmast en Bhagat Kanwar Ram.

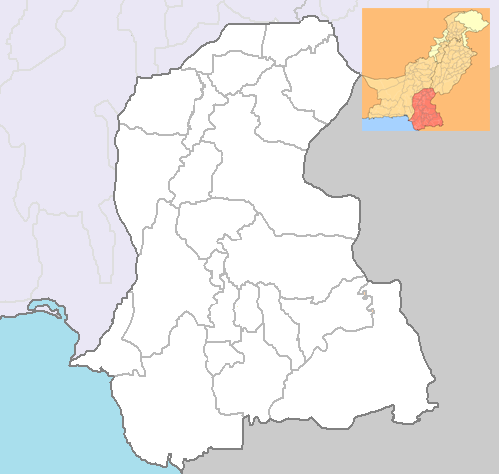
Sindh (provincie) van Pakistan.

## Geschiedenis

### Prehistorische periode
De beschaving van de Indusvallei ging rond het jaar 1700 voor Christus achteruit door oorzaken die niet helemaal bekend zijn, hoewel de ondergang waarschijnlijk werd veroorzaakt door een aardbeving of een natuurlijke gebeurtenis die de rivier de Ghaggar opdroogde. De Indo-Ariërs zouden de Vedische beschaving hebben gesticht die rond 1500 voor Christus bestond tussen de rivieren de Sarasvati en de Ganges. Deze beschaving hielp bij het vormen van volgende culturen in Zuid-Azië.

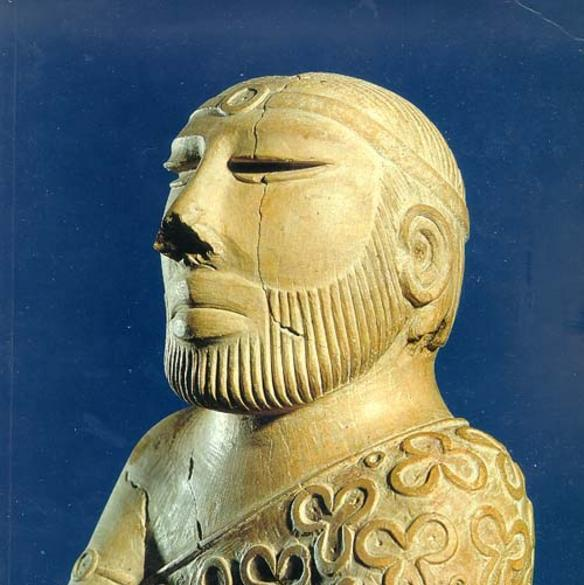
'Een priesterkoning die Sindhi Ajruk draagt'
(ca. 2500 v. Chr.), Nationaal Museum van Pakistan

### Historische periode
Gedurende enkele eeuwen in het eerste millennium voor Christus en de eerste vijf eeuwen van het eerste millennium na Christus waren de westelijke delen van Sindh, de gebieden aan de westelijke flank van de Indus, met tussenpozen onder Perzische, Griekse en Kushan-heerschappij. Pas tijdens de Achaemenidische dynastie (500-300 v.Chr.) maakte het deel uit van de oostelijkste satrapen, vervolgens kwam Alexander de Grote, gevolgd door de Indo-Grieken en nog later de Indo-Sassaniden en Kushans. De islamitische invasies kwamen tussen de 7e en 10e eeuw na Christus. Alexander de Grote marcheerde door Punjab en Sindh na zijn verovering van het Perzische Rijk.
De Ror-dynastie was een macht op het Indiase subcontinent dat het moderne Sindh en Noordwest-India regeerde van 450 voor Christus tot 489 na Christus. 
Sindh was een van de eerste regio's die na het jaar 720 werden veroverd door de Arabieren en werden beïnvloed door de islam. Vóór deze periode was het gebied sterk hindoeïstisch en boeddhistisch. Na het jaar 661 maakte het gebied deel uit van de islamitische rijken van achtereenvolgens de Omajjaden en Abbasiden. Habbari, Soomra, Samma en de Arghun-dynastieën heersten over Sindh.

## Etniciteit en religie
De twee belangrijkste en hoogst gerangschikte stammen van Sindh zijn de Soomro-afstammelingen van de Soomro-dynastie, die Sindh regeerden van 970 tot 1351, en de Qureshi-afstammelingen van de Qureshi-dynastie, die Sindh regeerden van 1351 tot 1521. Deze stammen behoren tot dezelfde bloedlijn. Stammen zijn echter van weinig belang in Sindh in vergelijking met Punjab en Balochistan. Identiteit in Sindh is meestal gebaseerd op een gemeenschappelijke etniciteit.

### Sindhi moslims

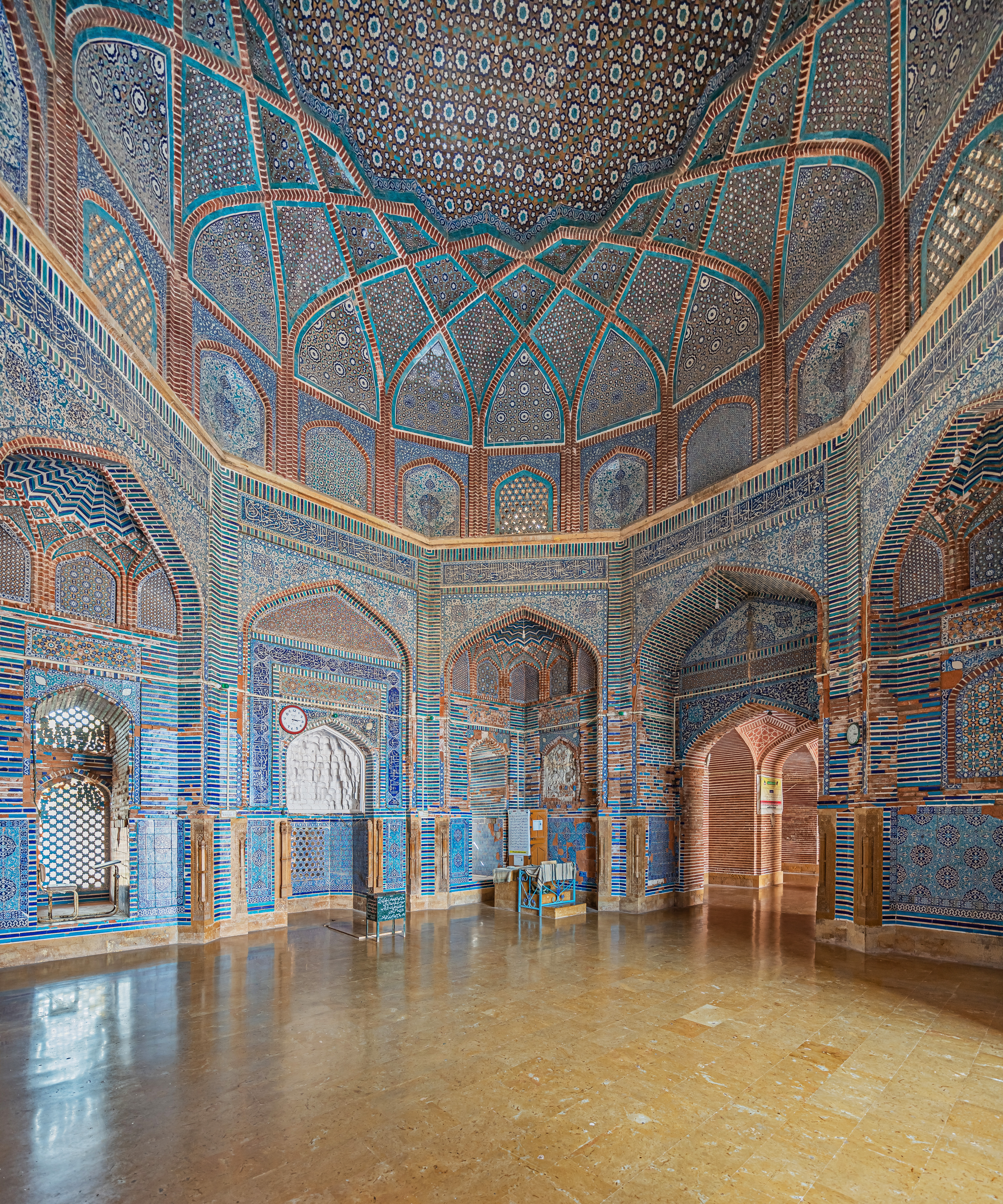
Interieur van de Shah Jahan-moskee, Thatta, gebouwd tijdens de heerschappij van het Mogolrijk.

Met Sindhs stabiele welvaart en zijn strategische geografische positie, werd het onderworpen aan opeenvolgende veroveringen door buitenlandse rijken. In 712 na Christus werd Sindh opgenomen in het kalifaat en werd het de 'Arabische poort' naar India (later bekend als Bab-ul-Islam, de poort van de islam).
Sindh bracht al vroeg veel moslimgeleerden voort, 'mannen wier invloed zich uitstrekte tot Irak, waar de mensen hun kennis hoog in het vaandel droegen'. Het betrof met name geleerden in de Hadith, zoals dichter Abu al-'Ata Sindhi en de Hadith- en fiqh-geleerde Abu Mashar Sindhi en vele anderen. Zij zijn ook degenen die wetenschappelijke teksten uit het Sanskriet in het Arabisch vertaalden, bijvoorbeeld de "Zij al-Sindhind" over astronomie.
Islamitische Sindhi's volgen de soennitische Hanafi fiqh met een substantiële minderheid die Shia Ithna 'ashariyah is. Het soefisme heeft een diepe impact op de sindhi-moslims achtergelaten, wat blijkt uit de talrijke soefi-heiligdommen die het landschap van Sindh kenmerken.

### Sindhi Hindoes
Het hindoeïsme was samen met het boeddhisme de overheersende religie in Sindh vóór de Arabische islamitische verovering. De Chinese boeddhistische monnik Xuanzang, die de regio in de jaren 630-644 bezocht, zei dat het boeddhisme domineerde. Terwijl het boeddhisme afnam en uiteindelijk verdween na de Arabische verovering, voornamelijk als gevolg van de bekering van bijna de gehele boeddhistische bevolking tot de islam, slaagde het hindoeïsme erin om als een belangrijke minderheid onder de moslimregering te overleven, tot vóór de opdeling van India. Derryl Maclean legt uit wat hij 'de volharding van het hindoeïsme' noemt op basis van 'de radicale ongelijkheid tussen de sociaal-economische basis van het hindoeïsme en die van het boeddhisme in Sindh'. Het boeddhisme in deze regio was voornamelijk te vinden onder de stedelijke en handeldrijvende bevolking, terwijl het hindoeïsme in het landelijk gebied voorkwam. Daarom trokken de Arabieren, die zelf in steden woonden en handelslieden waren, de boeddhistische klassen aan, en bekeerden hen. Voor de landelijke gebieden, die alleen van belang waren voor de belastingheffing, gebruikten ze een meer gedecentraliseerde autoriteit en stelden ze brahmanen aan voor de taak, die vaak gewoon de rollen voortzetten die ze hadden in de vorige hindoeïstische heerschappij.
Volgens de Pakistaanse volkstelling van 1998 vormden hindoes ongeveer 8% van de totale bevolking van de provincie Sindh. De meesten wonen in stedelijke gebieden zoals Karachi, Hyderabad, Sukkur en Mirpur Khas. Hyderabad is het grootste centrum van Sindhi-hindoes in Pakistan, met 100.000 tot 150.000 aanhangers. Het aantal hindoes was vóór de onafhankelijkheid van Pakistan in 1947 hoger.
Vóór 1947 waren echter, behalve een paar Gujarati-sprekende Parsi's (Zorastriërs) die in Karachi woonden, vrijwel alle inwoners Sindhis, of ze nu moslim of hindoe waren. Ten tijde van de onafhankelijkheid van Pakistan was 75% van de bevolking moslim en bijna alle overige 25% waren hindoes.
Hindoes in Sindh waren vóór de oprichting van Pakistan in 1947 geconcentreerd in de steden. In 1941 was bijvoorbeeld 64% van de totale stedelijke bevolking hindoe.
Na 1947 migreerden volgens Ahmad Hassan Dani velen naar India. Hindoes waren ook verspreid over de provincie Sindh. Thari (een dialect van Sindhi) wordt gesproken in Sindh in Pakistan en Rajasthan in India.

### Emigratie

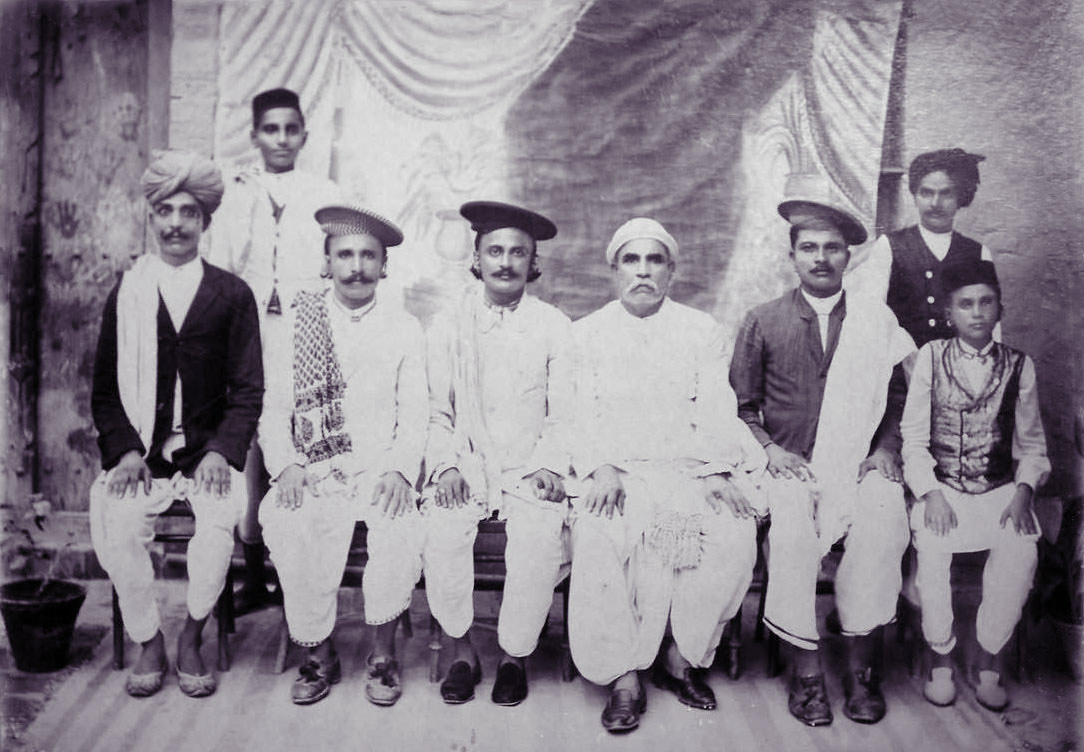
Groepsfoto van Indiase Sindhi's.

De diaspora van Sindhi uit India en Pakistan is aanzienlijk. Emigratie uit de Sindh begon al voor de 19e eeuw, met veel Sindhi's die zich vestigden in Europa, de Verenigde Staten en Canada, in landen in het Midden-Oosten zoals de Verenigde Arabische Emiraten en het Koninkrijk Saoedi-Arabië. Dit zijn landen die in de 21e eeuw een relatief grote Sindhi-bevolking hebben.
Landen met significante aantallen:
| Pakistan                     | 30.500.000 |
| India                        | 2.772.264  |
| Verenigde Arabische Emiraten | 341.000    |
| Maleisië                     | 30.500     |
| Verenigd Koninkrijk          | 30.000     |
| Canada                       | 11.500     |
| Indonesië                    | 10.000     |
| Verenigde Staten             | 9.800      |
| Singapore                    | 8.800      |
| Hongkong                     | 7.500      |
| Oman                         | 700        |

## Cultuur

### Sindhi-namen
Sindhi-moslims hebben de neiging traditionele voornamen te hebben, soms met gelokaliseerde variaties. Sindhi hebben kasten volgens hun beroepen en voorouderlijke locaties.
Sindhi-hindoes hebben vaak achternamen die eindigen op '-ani' (een variant van 'anshi', afgeleid van het Sanskriet woord 'ansha', wat 'afstamt van' betekent). Het eerste deel van een Sindhi Hindoe-achternaam wordt meestal afgeleid van de naam of locatie van een voorouder. In het noorden van Sindh zijn achternamen die eindigen op 'ja' (wat 'van' betekent) ook gebruikelijk. De achternaam van een persoon bestaat uit de naam van zijn of haar geboortedorp, gevolgd door 'ja'.